# دانشگاه تامپسون ریورز
دانشگاه تامپسون ریورز (به انگلیسی: Thompson Rivers University) (که معمولاً به‌اختصار TRU شناخته می‌شود)، یک دانشگاه دولتی آموزشی و پژوهشی در کانادا است که مدارک کارشناسی، کارشناسی ارشد و مدارک آموزشی ارائه می‌دهد. پردیس اصلی این دانشگاه در شهر کاملوپس، استان بریتیش کلمبیا قرار دارد. نام دانشگاه از دو رودخانه‌ای گرفته شده است که در کاملوپس به‌هم می‌پیوندند: رودخانه تامپسون شمالی و رودخانه تامپسون جنوبی.